# Gonodonta uxor
Gonodonta uxor är en fjärilsart som beskrevs av Pieter Cramer 1780. Gonodonta uxor ingår i släktet Gonodonta och familjen nattflyn. Inga underarter finns listade i Catalogue of Life.

## Bildgalleri

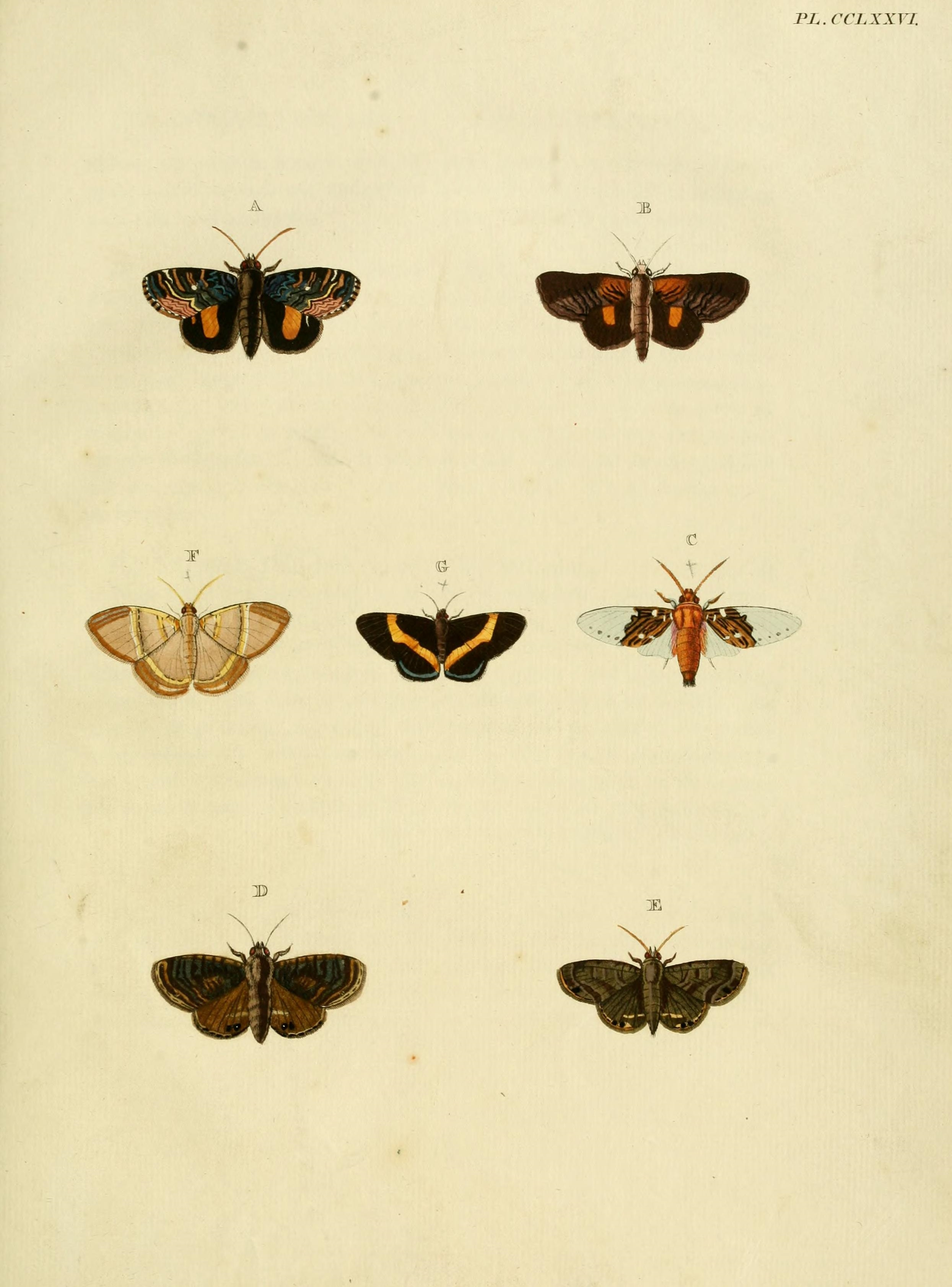